# Elgaria velazquezi
Elgaria velazquezi är en ödleart som beskrevs av  Grismer och HOLLINGSWORTH 200. Elgaria velazquezi ingår i släktet Elgaria och familjen kopparödlor. IUCN kategoriserar arten globalt som livskraftig. Inga underarter finns listade i Catalogue of Life.